# Soga (lud)
Soga, nazywani także Basoga – lud Bantu zamieszkujący obszar na wschód od Nilu, pomiędzy jeziorami Wiktorii i Kioga. Trzecia co do wielkości grupa etniczna w Ugandzie. Soga to przede wszystkim rolnicy uprawiający banany i proso, a także w celach handlowych kawę i bawełnę. Ważny element gospodarki stanowi hodowla zwierząt, głównie bydła.